# ماه‌های سیستانی

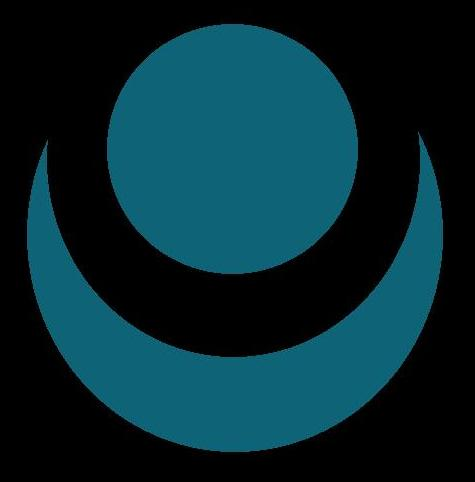
نماد خاندان سورن (شاهنشاهی ساسانی)

به استناد ابوریحان بیرونی،قوم سیستانی پیش از استعمال گاهشمار عربی، تقویم به خصوصی داشتند که ابتدای آن مقارن فروردین بود. نام‌های شهور سیستان از این قرارند : 
- کواذ (فروردین)
- رهو (اردیبهشت)
- اوسال (خرداد)
- تیر کیانوا (تیر)
- سریزوا (مرداد)
- مریزوا (شهریور)
- مزور (مهر)
- هرانوا (آبان)
- ارکبازوا (آذر)
- کژپشت (دی)
- کژشن (بهمن)
- ساروا (اسفند)